# كاتي بال
كاتي بال (بالإنجليزية: Kathryn Ball)‏ هي مجدفة بريطانية، ولدت في 8 يونيو 1963 في بيشوب ستورتفورد ‏ في المملكة المتحدة.

## وصلات خارجية
- كاتي بال على موقع الاتحاد الدولي للتجديف (الإنجليزية)
- كاتي بال على موقع أوليمبيديا (الإنجليزية)